# Natalie Smith Henry
Natalie Smith Henry (4 de enero de 1907-20 de febrero de 1992) fue una artista estadounidense que trabajó principalmente en Chicago. Fue la autora de los murales de la oficina de correos de la era de la Depresión encargados por el Departamento del Tesoro de los Estados Unidos.

## Biografía
Natalie Smith Henry fue la primera de cinco hijos nacidos de Natalie Smith y Samuel Ewell Henry, empleado de circuito y juez del condado de Hot Spring. El interés de Henry en el arte comenzó a los doce años después de la muerte de su madre. Aunque su interés comenzó como una forma creativa de canalizar su dolor, a los quince años Henry comenzó a estudiar formalmente la ilustración en las Escuelas Internacionales de Correspondencia de Scranton, Pensilvania. 
Después de su graduación de Malvern High School en 1925, Henry asistió a Galloway College antes de mudarse a Illinois en 1928 para asistir a la prestigiosa Escuela del Instituto de Arte de Chicago. En 1937, después de tomar clases a tiempo parcial durante varios años, Henry finalmente obtuvo un título de cuatro años en la Escuela de Arte Hubert Ropp. Henry pagó la matrícula de su escuela trabajando como encargada en registros Ropp y trabajando a tiempo parcial como mecanógrafa en la Biblioteca Ryerson de 1931 a 1942.

## Carrera artística
Henry comenzó a mostrar su trabajo a nivel nacional en 1935, cuando exhibió Picnic en la Exposición anual de artistas de Chicago y alrededores. Al año siguiente, Man with Shells se mostró junto con el trabajo de los notables artistas europeos y estadounidenses Wassily Kandinsky, Edward Hopper y Wood.
Además de su trabajo a tiempo parcial como artista, Henry también contribuyó al Proyecto de Arte Federal de la Administración del Proyecto de Obras al producir murales para clientes privados. En 1939, la Sección de Pintura y Escultura del Departamento del Tesoro de los Estados Unidos le encargó pintar un mural para la oficina de correos de Springdale, Arkansas. Este mural, titulado Industrias locales, fue bien recibido por aquellos que sufren los efectos de la Gran Depresión.
En 1944, Henry se unió a la Sociedad de Artistas de Chicago y presentó trabajos anualmente allí hasta 1987. A lo largo de su carrera, su trabajo se exhibió en galerías de Chicago, incluido el Instituto de Arte de Chicago, la Sociedad de Artistas de Chicago, el Salón de Mujeres de Chicago y la Sociedad del Renacimiento. 
A pesar de su éxito artístico, Henry tuvo problemas varios financieros. Después de varios años trabajando de secretaria a tiempo parcial, Henry trabajó para la Oficina de Administración de Precios-División de Renta de 1942 a 1943. Después de trabajar en el arte comercial de 1943 a 1948, Henry se convirtió en gerente de la Tienda de Escuelas del Instituto de Arte de Chicago, un puesto que ocupó hasta 1972. Durante su tiempo como gerente, Henry también ganó dinero diseñando bloques de madera y haciendo tarjetas de felicitación para la Sociedad de Artistas de Chicago.
Durante muchos años, Henry compartió un apartamento con Rowena Fry en el edificio Lambert Tree Studios, y Henry la representó en la acuarela Rowena Lavando su cabello en algún momento durante la década de 1930.

## Muerte y legado
Henry regresó a su ciudad natal de Malvern, Arkansas en 1985 y permaneció allí hasta su muerte en 1992. Fry vino a vivir con ella en 1989, muriendo al año siguiente. Actualmente, sus obras se exhiben en el Museo de Arte Americano Smithsonian en Washington D. C. y el Museo Shiloh de Historia de Ozark en Springdale, Arkansas.